# Un:Gott
Un:Gott è l'undicesimo album in studio del gruppo musicale tedesco Blutengel, pubblicato nel 2019.

## Tracce
Edizione standard
1. Together As One – 3:57
2. Into The Void – 4:01
3. König – 4:49
4. Praise The Lord – 5:32
5. Not My Home – 5:17
6. Alles – 4:14
7. Seductive Dreams – 5:27
8. Vampire – 4:17
9. Surrender To The Darkness – 3:31
10. I'm Alive – 4:27
11. Am Ende Der Zeit – 4:56
12. Teufelswerk – 4:52
13. Resurrection Of The Light – 4:52
14. Morning Star – 4:03
15. The Last Song – 6:17

Edizione deluxe
1. Into The Void (Rave The Reqviem Remix) – 3:46
2. König (Any Second Remix) – 4:28
3. Am Ende Der Zeit (Wort-Ton Remix) – 5:14
4. Teufelswerk (Attack Mix By Angriffspakt) – 3:30
5. Praise The Lord ([X]-RX Remix) – 4:48
6. Resurrection Of The Light (Black Summer Version By Rabia Sorda) – 4:19
7. Surrender To The Darkness (Harmjoy Remix) – 3:43
8. Teufelswerk (Battle Scream Rmx) – 4:37
9. Auf Deinen Wegen (A Light In The Dark Remix By Blutengel) – 4:03